# Corethrella aurita
Corethrella aurita är en tvåvingeart som beskrevs av Art Borkent 2008. Corethrella aurita ingår i släktet Corethrella och familjen Corethrellidae.
Artens utbredningsområde är Panama. Inga underarter finns listade i Catalogue of Life.